# U.S. Route 159
La U.S. Route 159 (US 159) est une US Route de 83,60 miles (134,50 km) auxiliaire de la US 59. Elle relie Nortonville, Kansas à New Point, Missouri. Ses deux terminus se trouvent à la jonction de la US 59. Elle permet aux automobilistes de contourner les villes d'Atchison, Kansas et de Saint Joseph, Missouri en passant plutôt par Falls City, Nebraska.

## Histoire
l'U.S. Route 159 a été mise en service en 1934 et reliait Nortonville à Horton dans le Kansas). En 1945, elle a été prolongée vers le nord jusqu'à Craig, dans le Missouri, en passant par Falls City, dans le Nebraska. Après 1975, l'itinéraire dans le Missouri a été modifié en direction de l'est pour attiendre son terminus actuel, à New Point dans le Missouri. L'ancienne route qui allait à Craig est devenue aujourd'hui la Route 111.
En 2013, un nouveau pont sur la rivière Missouri, situé au sud de l'ancien pont de Rulo, a été ouvert à la circulation. En avril 2019, une grande partie de cette route a été fermée pendant plusieurs mois en raison des inondations du Missouri. Le pont et la route entre Rulo, Nebraska et la route 111 du Missouri ont été rouverts en septembre 2019, et le reste de la route vers l'Interstate 29 a été rouvert à la fin d'octobre.

## Description du tracé
|       | mi    | km     |
| ----- | ----- | ------ |
| KS    | 52,30 | 84,20  |
| NE    | 13,86 | 22,31  |
| MO    | 17,43 | 28,04  |
| Total | 83,58 | 134,52 |

### Kansas
Le terminus sud de la US 159 se trouve à Nortonville à l'intersection avec la US 59. Elle se dirige vers le nord, l'ouest et le nord encore jusqu'à Horton, où elle retrouve la US 73. Les routes forment un multiplex jusqu'à Falls City, Nebraska, en passant par Hiawatha et Reserve. Au nord-ouest de Reserve, elle atteint la frontière avec le Nebraska.

### Nebraska
La US 159 entre au Nebraska au sud de Falls City. Elle atteint cette ville et bifurque vers l'est. Elle atteint Rulo et la rivière Missouri, marquant la frontière avec le Missouri.

### Missouri
La US 159 entre au Missouri au sud-ouest de Big Lake. Elle passe près de Fortescue et croise l'I-29 au sud-est de Mound City. Un peu plus à l'est, elle atteint son terminus nord à la jonction avec la US 59, toujours au sud-est de Mound City.

## Intersections majeures
Kansas
 US 59 à Nortonville
 US 73 à Horton. Les routes forment un multiplex jusqu'à Falls City, NE.
Nebraska
Aucune intersection majeure.
Missouri
 I-29 près de Mound City
 US 59 près de Mound City